# Доходный дом Лидваль
Доходный дом Лидваль — памятник северного модерна в Санкт-Петербурге. Находится по адресу: Каменноостровский проспект, д. № 1-3 / Малая Посадская улица, д. № 5 / Кронверкский проспект, д. № 15. Построен в 1899—1904 годах.
Доходный дом Иды Амалии Лидваль — первая самостоятельная работа выдающегося архитектора Ф. И. Лидваля, выполнена по заказу его матери. Северное крыло дома являлось особняком Лидвалей.

## История
В 1800-х годах территория в начале Каменноостровского проспекта, между Малой Посадской улицей и Кронверкским проспектом, принадлежала придворному отставному комиссару П. И. Апраксину. С 1820-х годов владельцем стал тайный советник Х. А. Бек, затем — дворянка Зелинская.
В 1849 году здесь стоял двухэтажный деревянный дом штаб-лекаря Н. А. Брауна и двухэтажный каменный дом механика Е. И. Гленни.
В 1857 году южная часть участка перешла к А. А. Кумберг, жене купца 2 гильдии Ивана (Иоганна Андреаса) Кумберга. На участке был построен трёхэтажный жилой дом и 4 нежилых постройки по проекту архитектора Р. Б. Бернгарда. В нежилых строениях Иоганн Андреас Кумберг разместил ламповую и бронзовую фабрики. В 1875 году фабрика расширилась и стала заводом бронзовых изделий, владельцем которого оставался Кумберг.
В 1876—1877 годах на участке были возведены новые каменные постройки по проекту В. Г. Шаламова, в 1895 году — по проекту Э. Ф. Шитта.
В 1896 году весь участок был поделен на два: один отошёл к владельцу склада голландского какао, прусскому подданному С. В. Фелькелю, другой остался у И. А. Кумберга. Фелькель построил новый дом на своем участке.
В 1898 году оба участка купил Яков Петрович Кокс.
В 1898 году объединённый участок Кокса купила в кредит Ида Амалия (Ида Балтазаровна) Лидваль, мать архитектора Ф. И. Лидваля. 23 марта 1899 года Ида Лидваль написала прошение в Санкт-Петербургскую управу, желая произвести постройку на принадлежащей ей земле. Разрешение было дано 14 апреля 1899 года, а 24 апреля Ф. И. Лидваль уже просил поставить на участке временный забор, что означало начало строительства.

## Архитектура
Работы Ф. И. Лидваля стали играть значительную роль в архитектуре Санкт-Петербурга в 1900-е годы. На первом этапе своего творчества (1897—1907) он был ярким представителем стиля «северный модерн», его поиски в эти годы близки устремлениям скандинавских и финских зодчих. В то же время постройки Лидваля не противоречили исторически сложившемуся облику города. Доходный дом И. Б. Лидваль, одна из ранних работ архитектора, обычно приводится в пример как образец жилого дома в этом стиле.
Строительство дома началось со стороны Малой Посадской улицы. В 1900 году был возведен четырёхэтажный корпус с флигелями. В 1901—1902 годах был сооружен пятиэтажный поперечный корпус, замыкающий двор-курдонёр. В 1903—1904 годах завершилось строительство южного корпуса. Таким образом, здание состоит из четырёх разноэтажных корпусов, объединённых курдонёром, отделённым от проспекта кованой решёткой на столбах красного финского гранита (возобновлена в 1995 году). В решётке устроено двое ворот с гранитными пилонами-фонарями.
Кроме жилых корпусов во дворе был построен каменный двухэтажный каретный сарай.
В постройке корпуса, выходящего на Малую Посадскую улицу, Лидваль пытался преодолеть привычные плоскостность и симметрию. Средний щипец криволинейного абриса и широкие окна под ними смещены с центральной оси. Нижний этаж отделён не горизонтальной тягой, а волнообразной линией. Эркеры не повторяют друг друга: левый — округлый, правый — трёхгранный. Стена покрыта фактурной штукатуркой «внабрызг».
Центральный корпус в плане также несимметричен, но основное звено его главного фасада имеет симметричное трёхосевое строение. Вертикальные оси корпуса подчёркнуты тремя эркерами и щипцами. Средний щипец сложно искривленного контура поднимается над боковыми эркерами. Трёхгранный стеклянный эркер в центре зажат между лопатками большей высоты, прочерченными вертикальными тягами. Металлические балки и другие части его конструкции художественно обработаны.
Цоколь дома по всему периметру сложен из гладко обработанных плит красного гранита, облицовка нижних этажей и архитектурные детали выполнены из «горшечного камня» (талькохлорита) светлого зеленовато-серого цвета, поставляемого из месторождений Нуннанлахти или Калливо-Муреннанваара (Северная Карелия). В отделке также применялась разнофактурная штукатурка и гладкая керамическая плитка.
В оформлении фасадов широко использованы декоративные мотивы северного модерна: скульптурные рельефы с изображениями птиц, зверей и стилизованных растений. В центре рельефного украшения над центральным порталом — дата окончания строительства главной части комплекса (1902). Справа от даты изображена сосновая ветка с шишками, лесная птица и два зайца. Слева от даты — листья, голова рыси с раскрытой пастью и сова. На самом верху среднего щипца изображен горельефный филин с распростёртыми крыльями. На втором этаже по обе стороны корпуса расположены балконы с решётками в виде паутины с пауками, по сторонам решёток изображены подсолнухи. Остальные балконы здания имеют иную стилистику: часть из них выполнена в растительном варианте ритмического модерна, другие — в неоклассическом стиле. Кованые перила балкона первого этажа выполнены в виде буквы «L» (Lidvall). Над парадной левого корпуса находятся изображения фантастических рыб, напоминающих дельфинов. На выступающей части флигеля высечена ящерица, выше — голова рыси. Стены и парадные украшены рельефами, изображающими листья папоротника, мухоморы, сморчки, тюльпаны, подсолнухи, лесные ягоды, одна из парадных оформлена львиными масками.
Несмотря на то, что общий план дома имеет неправильную форму, Ф. И. Лидвалю удалось обойтись без комнат с острыми и тупыми углами. Неудобные помещения использовались как вспомогательные. Все квартиры были одинаково благоустроены и отличались лишь величиной, по этажам и выходом окон на стороны света. Полы в квартирах были мозаичными и паркетными, частью с рисунком и фризами. В комнатах правого и левого флигелей стены и потолки были деревянными — из дуба и березы. В ванных комнатах последнего корпуса были французские кухонные очаги и фаянсовые умывальники. Окна в доме — как цельные, так и решетчатые, в них вставлялись стёкла с алмазной гранью. В парадных устанавливались мраморные и изразцовые камины, в квартирах — голландские и русские майоликовые печи. В каждом корпусе были комнаты для швейцаров, дворников и машинистов, приёмные комнаты, прачечные, гладильные, установлены машины электрического освещения и водяного отопления, а также лифты.
Дом Лидваль — пример живописного и одновременно функционального комплексного градостроительного и художественного решения большого участка трапециевидной конфигурации, активного и убедительного использования художественных и технических возможностей традиционных и новых строительных и отделочных материалов. Здание было премировано на первом городском конкурсе «лучших фасадов» (1907), явилось этапом в развитии петербургского зодчества и прославило архитектора.

## Известные жители дома
- В не сохранившемся доме № 1 по Каменноостровскому проспекту в 1897—1897 годах жил архитектор М. Е. Месмахер.
- Северное трехэтажное крыло являлось семейным особняком Лидвалей. Девятикомнатную квартиру № 18 на 3 этаже занимала до своей кончины в 1915 году сама Ида Лидваль. В соседних квартирах № 21 и № 23 на этом же этаже проживали её сыновья Эдуард Лидваль и Фёдор Лидваль, а на первом этаже дома до 1918 года размещалось архитектурное проектное бюро Ф. И. Лидваля.
- В 1902 году в кв. № 6 жил архитектор Ф. Ф. фон Постельс.
- В 1904 году кв. № 36 и № 38 занимала семья генерал-адъютанта А. Н. Куропаткина.
- В 1904 году в кв. № 16 жил архитектор А. Р. Гавеман.
- В 1905—1907 годах жил архитектор А. П. Вайтенс.
- В 1908—1914 годах жил учёный-химик, профессор А. И. Горбов.
- В 1909 году жил художник К. С. Петров-Водкин.
- В 1915—1930 годах жил актёр Ю. М. Юрьев.
- В послереволюционное время в кв. № 31 жил литературовед, театровед и переводчик К. Н. Державин с женой, балериной Н. А. Анисимовой.
- В 1927—1933 годах жил физикохимик, академик А. Н. Теренин.
- В 1930-х годах жил оперный певец Б. М. Фрейдков.
- В 1930-х годах в квартире № 17 жил педиатр, доктор медицинских наук А. М. Абезгауз.
- В 1930-х—1940-х годах в кв. № 18 жил композитор и музыковед В. М. Богданов-Березовский с семьей.